# طاووسک فیلیپین
طاووسک فیلیپینی (نام علمی: Porphyrio pulverulentus) نام یک گونه از سرده طاووسک‌ها است.